# 남북군사공동위원회
남북군사공동위원회는 대한민국과 조선민주주의인민공화국의 군사협의기구이다. 1992년 제7차 남북고위급회담에서 남한의 정원식 총리와 북한의 연형묵 총리는 '남북 사이의 화해와 불가침 및 교류·협력에 관한 합의서'를 발표하고 따라 남북 사이의 불가침을 이행·보장하고 군사적 신뢰조성과 군축을 실현하기 위한 문제를 협의·추진하기 위하여 남북군사공동위원회 구성·운영하기로 합의하였다.